# بيتر ليند (نحات)
بيتر ليند (بالسويدية: Peter Linde)‏ هو نحات سويدي، ولد في 9 فبراير 1946 في Karlshamn ‏ في السويد.